# Збышевский, Владислав Иеронимович
Владислав (Феликс) Иеронимович Збышевский (1834 — 1909) — граф, лейтенант Русского Императорского флота; некоторое время исполнял обязанности командира пароходо-корвета «Америка»; после службы стал успешным предпринимателем.

## Биография
Владислав Збышевский родился в Скале-Подольской в 1834 году в семье богатого польского помещика, который позаботился о хорошем образовании для двух своих сыновей. Начал военную службу в 1851 году юнкером на Черноморском флоте Российской империи.

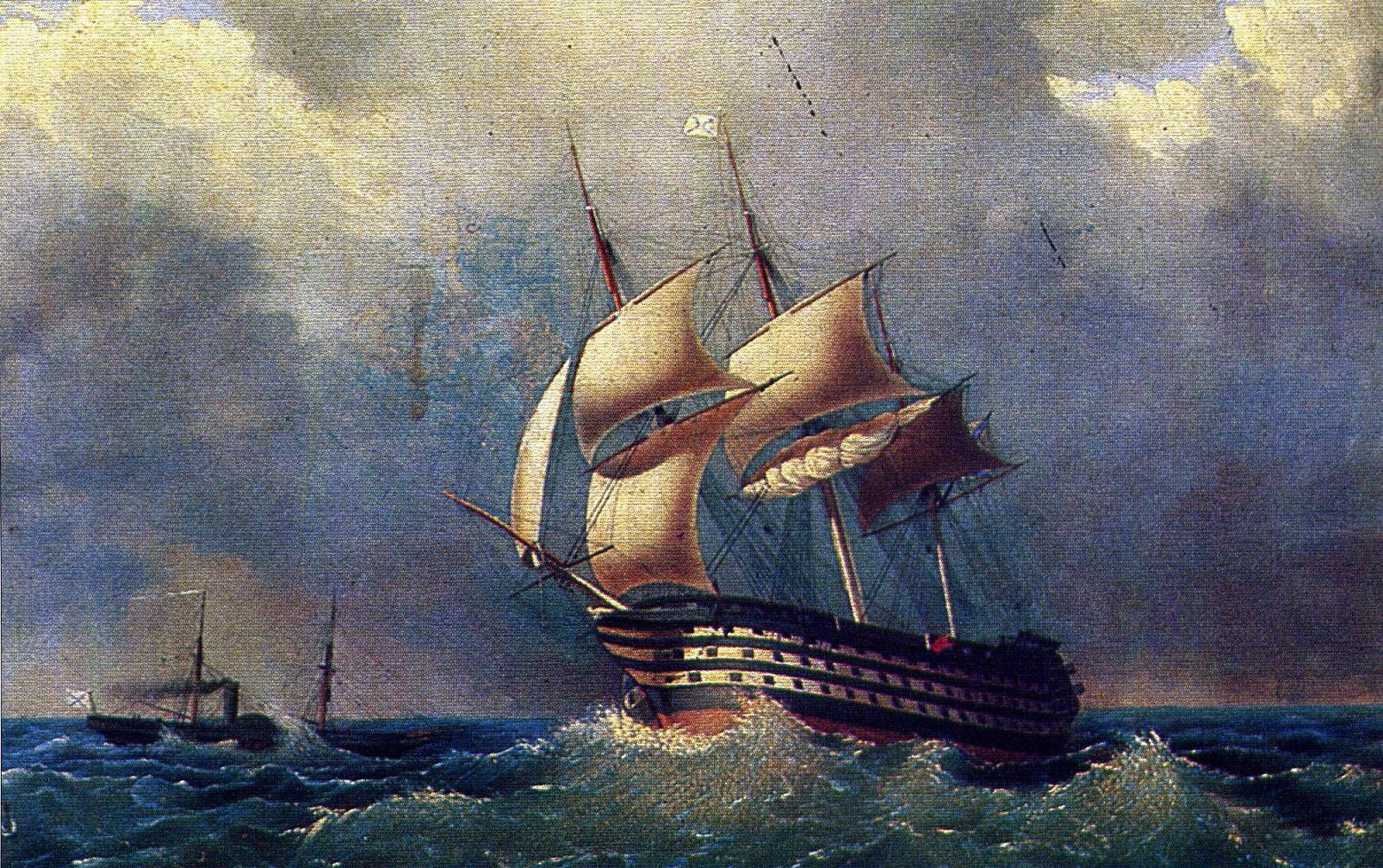
Линкор «Париж»
(Художник И. К. Айвазовский)

Произведенный в 1853 году в мичманы, он на корвете «Пилад» в ходе Крымской войны вёл бомбардировку захваченного турецкими войсками укрепления Святого Николая. Храбрость и расторопность Збышевского была отмечена командованием и по возвращении в бухту Севастополя ему было объявлено «Высочайшее монаршее благоволение».
Позднее, на линейном корабле «Париж», был в кампании на Севастопольском рейде; в 1854—1855 годах он находился в составе севастопольского гарнизона при защите Севастополя от нападения англо-французской эскадры.
За заслуги проявленные в ходе вышеописанных военных кампаний Владислав Иеронимович был награждён командованием орденом Святой Анны 4-й степени («за отличную храбрость и мужество, оказанные при бомбардировании города Севастополя») и орденом Святой Анны 3 степени с мечами («за отличие при вылазке с 10 на 11 марта 1855 года»).
После войны Збышевского перевели с Черноморского на Балтийский флот Российской империи. Прибыв в Кронштадт, он получил назначение в штаб отряда винтовых корветов и клиперов, однако канцелярская работа тяготила его и он, к большому неудовольствию своего непосредственного начальника капитана 1-го ранга А. А. Попова (впоследствии полный адмирал), сумел добиться  назначения с 26 июля 1857 года вахтенным офицером на достраивающийся в Санкт-Петербурге фрегат «Аскольд». В августе 1857 года он был произведён в лейтенанты флота.
Состоя в приёмной комиссии фрегата «Аскольд», после даже непродолжительного обследования корпуса и его машины, Владислав Иеронимович подал рапорт о серьёзных нарушениях. Но несмотря на его ожидания, разбирательств по выявленным фактам не последовало, и фрегат был принят в казну. После этого «Аскольд» под командованием капитана 1-го ранга И. С. Унковского был отправлен на Дальний Восток. На переходе фрегат сопровождали ремонты: только покинув Кронштадтский рейд, вышла из строя машина; на следовавшем через экватор корабле в корме открылась течь; при вступлении в Тихий океан, от порыва ветра подломились две мачты и был повреждён рангоут. Плавая на Дальнем Востоке Збышевский на фрегате побывал в Китае и Японии. 10 мая 1860 года «Аскольд» вернулся в Кронштадт, но к сожалению, часть команды из-за болезней и разбойных нападений была потеряна. По возвращении фрегат спешно списали и разобрали на дрова. За этот поход Збышевского наградили орденом Святого Станислава 2-й степени, а командир фрегата отметил его как моряка заслуживающего продвижения по службе.
После отпуска положенного ему после длительного похода  Владислав Иеронимович вернулся в Кронштадт, где его назначили старшим офицером корвета «Новик». Далее Збышевский должен был занять освободившееся место командира одного из кораблей в эскадре А. А. Попова, но из-за сложных отношений во флоте к полякам, должность получил другой претендент, а Збышевский получил назначение на корвет «Богатырь». И следующее повышение так же не было подписано Поповым, вместо этого был осуществлён перевод на корвет «Рында» всё также старшим офицером, хоть Владислав Иеронимович был первым в списке на занятие командирской должности.

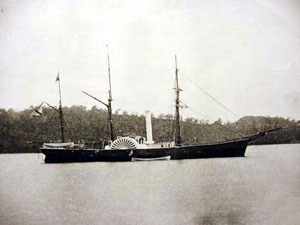
Корвет «Америка»

Предвзятое отношение к полякам на флоте, несмотря на перенесенные им лишения на службе,  привели Збышевского к выводу о невозможности далее служить стране. Так, во время очередной командировки, находясь в Австралии, Збышевский получил предложение от Жонда Народового возглавить повстанческий польский флот во время Польского восстания. Далее Збышевский прибыл в Японию, где в ремонте находился пароходо-корвет «Америка», ремонт котлов которого затянулся. Чтобы дать новый импульс ремонту, действующий командир корвета был отправлен адмиралом А. А. Поповым лично отслеживать процесс в производственные мастерские, а временно исполнять его обязанности поставлен Збышевский. В продолжении ремонта, «Америка» перешла с адмиралом А. А. Поповым и штабом эскадры на борту в Шанхай, где прошли корпусные исправления пароходо-корвета. По завершении ремонта, 26 июня 1863 года Збышевский принял на борту гостя и оставив распоряжение о подготовке корабля к утреннему отходу сошел на берег. Больше Владислав Иеронимович на борт «Америки» не подымался. По поддельным документам он сначала переправился в Сан-Франциско, затем в Панаму, Нью-Йорк, Ливерпуль и Париж, где встретился с князем В. А. Чарторыйским. Когда командир не вернулся на корабль, старший офицер лейтенант Нелединский организовал поиски, которые успеха не принесли.
Збышевский имел, как временный командир, полный доступ к огромным материальным средствам, хранившимся на корабле, но с собой он взял у потенциального врага лишь сумму, причитающуюся согласно установленному жалованию и ни копейки более (хотя терять ему было уже нечего: за оставление места службы его и так ждал расстрел или в лучшем случае каторга). Также он отправил письмо начальнику отряда судов капитану 2-го ранга П. А. Чебышёву, в которой говорилось:

Прошу Вас сохранить всё в секрете и скрыть этот скандал в семье или объявить об этом всему свету.
Но с моей стороны я принял все меры, чтобы никто об этом не знал. План был устроен так, что ни один из моих знакомых не будет знать что со мной случилось. Я уже давно был проникнут убеждением что продолжать службу мне не следует, но невозможность получить отставку меня приводила в отчаяние. Нынче же, когда я, может быть ошибочно, убеждён, что следует ожидать войны с защитниками моего бедного истерзанного отечества, оставаться здесь с вами было бы дважды подло против вас всех, против моего священного дела, как поляка. Вы, как начальники, может быть, даже как русские, меня будете клеймить и осуждать, но как частные и честные люди подумайте над трагичностью моего положения и у вас грустно сожмётся сердце. Подумайте, как сильна должна быть причина, заставившая меня, прослужившего с преданностью к делу и усердием, равным каждому из вас более 13 лет, дезертировать. Кто из вас не читал свою историю, не благословляя в душе имена Минина и Пожарского, благодаря которым, вы, счастливцы, чтя их имена, не знаете и не понимаете, что значит ненавистное иго чужеземцев. Кто чувствует, тот понимает то священное чувство, которое заставило меня расстаться с вами. У вас ещё остаются на эскадре поляки, но тем предстоит роль зрителей. Они доктора или механики, мне же приходилось, кто знает, может быть командовать судном в бою и изменить тогда я бы не смел, привыкши с уважением смотреть на ваш флаг, как на мой родной. Я, может быть, стал бы защищать его против всех своих убеждений и против долга. Одним словом, оставаться более нельзя. Прощайте.
Пётр Афанасьевич, из сумм парохода я взял всё, что мне следует по 1 июня. Все счета мною проверены. Консульство уплачивало, хотя довольно мошенническим путём, постоянно потворствуя своим протежированным мастерам. Всё, одним словом, сделано… и примите все предосторожности, чтобы по возможности принести менее ущербу моим бегством. Но Вы будьте так добры, прикажите сейчас же поверить все суммы на пароходе и оградите меня от того, чтобы кто-нибудь, пользуясь неизвестностью, не запятнал бы моей чести …
Збышевский так и не принял участия в открытом военном противостоянии против Империи, так как пока он искал подходящий корабль восстание поляков было подавлено. Он поселился в Европе где открыл патентное бюро, быстро ставшее процветающим, а вскоре женился на близкой родственнице барона Ротшильда и вскоре стал одним из распорядителей крупнейшего банка «Crédit Lyonnais», отделение которого имелось и в российской столице.

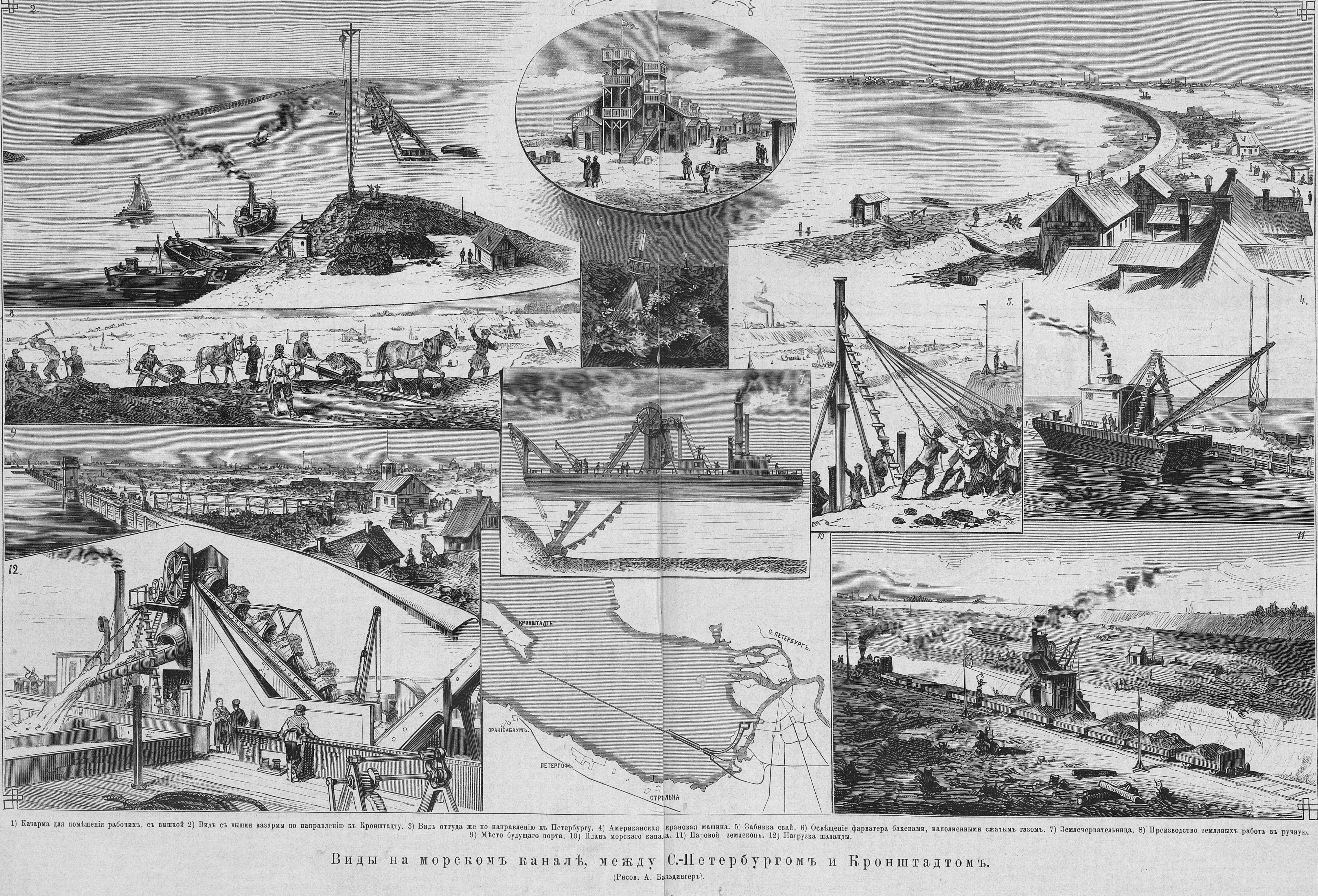
Строительство Морского канала. На рисунках видны машины, закупленные у Збышевского.

При строительстве Морского канала Россия испытывала острую потребность в новейших землечерпательных машинах, да и для обеспечения судоходства на других реках они тоже были крайне востребованы. Волею случая, патенты на эти машины оказались в руках Збышевского. Потребность в этих машинах была так велика, что агентура организовала на одной из европейских технических выставок «случайную встречу» между Збышевским и Великим князем Константином Николаевичем. Збышевский пошёл навстречу интересам русского царя. В 1879 году он обратился за русским паспортом (до этого ему позволяли бывать в России негласно) и после сообщения агентуры, что помимо дезертирства за ним нет других преступлений он получил российское гражданство и прощение монарха.
Несмотря на дарованное прощение, в прессе имя Збышевского осталось под запретом, который наложил Александр II. Это спровоцировало последующую путаницу с датой его смерти. В «Общем морском списке» говорилось, что он скончался 1 октября 1863 года, а в официальной части «Морского сборника» за 1863 год был помещен приказ, которым опальный офицер исключался из списков личного состава флота. Обычно это происходило в связи со смертью или переходом в другое ведомство, о чём традиционно сообщалось в приказе, но в случае со Збышевским таких пояснений не последовало. В «Русском биографическом словаре» Половцева, где в качестве источника использовался «Общий морской список» также говорится, что Збышевский «по совершении плаваний в Тихом океане у берегов Китая и Японии скончался 1-го октября 1863 г.». На самом деле Владислав Иеронимович Збышевский умер в 1909 году в городе Париже и был похоронен на кладбище в Монморанси. Надпись на его могиле гласит: «Збышевский-Старжа, граф Владислав-Феликс».

## Публикации
В 1857 году Владислав Иеронимович опубликовал в одном из номеров журнала «Морской сборник» свои исследования под заглавием: «Несколько мыслей относительно машин высокого давления, применяемых к мореплаванию» по работе паровой машины и её механизмов, которые он будучи мичманом провёл при эксплуатации колесного «Дарго» (бывший товаро-пассажирский пароход «Ласточка»), который во время Крымской войны был вооружён и включён в военную кампанию.
В 1859 году Владислав Иеронимович вновь в журнале «Морской сборник» опубликовал свои наблюдения и выводы, сделанные на фрегате «Аскольд» во время плавания в Тихом океане, в которых он описывал масштабы браконьерского боя китов у северо-восточных берегов России. Вот что он написал о браконьерах из США: «В шантарских водах нынче американцы распоряжаются если не так, как дома, то так, как в покорённой ими стране: оставляют после себя следы, напоминающие если не древних варваров, то по крайней мере татарские и запорожские пожоги». Действия американцев поддаются анализу — почти ежедневно в период с 1848 по 1860 год 200 американских китобойных судов охотились у российского побережья, тем самым принося 4 миллиона долларов в казну США налогами ежегодно. Министр Военно-морского флота США в то время открыто заявил в прессе: «Вся торговля США с Востоком незначительна по сравнению с ловлями в Беринговом проливе; и занимались ими больше американских моряков, чем было во всём торговом флоте США».